# Хорнебург
Хорнебург (њем. Horneburg) општина је у њемачкој савезној држави Доња Саксонија. Једно је од 40 општинских средишта округа Штаде. Према процјени из 2010. у општини је живјело 5.528 становника. Посједује регионалну шифру (AGS) 3359027.

## Географски и демографски подаци
Хорнебург се налази у савезној држави Доња Саксонија у округу Штаде. Општина се налази на надморској висини од 12 метара. Површина општине износи 17,1 km². У самом мјесту је, према процјени из 2010. године, живјело 5.528 становника. Просјечна густина становништва износи 323 становника/km².